# Шейла Дікшіт
Шейла Дікшіт (гінді शीला दीक्षित, англ. Sheila Dikshit, нар. 31 березня 1938 — пом. 20 липня 2019) — індійський політик з партії Індійський національний конгрес, Головний міністр Делі з 1998 року по 2013 рік. У січні 2009 року вона обійняла цю посаду втретє. Вона також представляла Нью-Делі у Законодавчих зборах Делі.